# AQ Interactive
AQ Interactive (jap. 株式会社AQインタラクティブ – kabushikigaisha AQ intarakutibu) – japoński producent i wydawca gier wideo mający główną siedzibę w Tokio. AQ jest skrótem od Artistic Quality (walor artystyczny). W 2000 roku spółka została założona przez byłego prezesa Sega, Tomoyuki Takechi. Początkowo przedsiębiorstwo funkcjonowało pod firmą Cavia. Jego filiami były: Artoon, oraz Scarab. W 2005 roku firma rozwinęła się i została przemianowana na AQ Interactive. Obecnie AQ Interactive zajmuje się głównie sprzedażą gier produkowanych przez jej filie.

## Historia
- 1 marca 2000 – powstaje spółka akcyjna pod firmą Cavia
- wrzesień 2002 – nawiązanie współpracy ze Scarab
- maj 2004 – nawiązanie współpracy z Artoon
- marzec 2005 – Scarab zostaje pełnoprawną filią przedsiębiorstwa, zmienia firmę na Feelplus
- czerwiec 2005 – Artoon zostaje pełnoprawną filią przedsiębiorstwa
- 1 października 2005 – przedsiębiorstwo zmienia firmę z Cavia na AQ Interactive. Pod firmą Cavia utworzono nowy podmiot, który stał się filią przedsiębiorstwa
- 28 lutego 2007 – emisja akcji spółki w systemie JASDAQ
- 26 czerwca 2007 – nawiązanie współpracy ze XSEED
- 25 marca 2008 – spółka wchodzi na Tokijską Giełdę Papierów Wartościowych.
- 9 maja 2008 – Microcabin zostaje filią przedsiębiorstwa.
- 29 maja 2008 – przedsiębiorstwo wycofuje akcje z systemu JASDAQ.

## Produkty

### Xbox 360
- Cry On
- Tetris: The Grand Master Ace
- Bullet Witch

### Playstation 2
- Lovely Complex

### Wii
- Victorious Boxers: Revolution

### PSP
- Jitsuroku Oniyome Nikki
- Anata wo Yurusanai

### Nintendo DS
- Pororon! Dokomo Dake DS
- KORG DS-10
- Blue Dragon Plus
- Away: Shuffle Dungeon

### Automaty do Gry
- Pokemon Battrio

### Multiplatformowe
- Driver: Parallel Lines (w Japonii)
- Vampire Rain (Japan, Hongkong, Makau, Tajwan)
- Arcana Heart

## Filie
| Przedsiębiorstwo | Rola | Dzieło                                                          | Data założenia      | Kapitał                |
| ---------------- | --- | --------------------------------------------------------------- | ------------------- | ---------------------- |
| Feelplus         | Projektowanie i tworzenie gier                                                                                           | Lost Odyssey                                                    | 1 maja 1992         | 44 950 tys. jenów      |
| Artoon           | Projektowanie i tworzenie gier                                                                                           | BLUE DRAGON, Yoshi Topsy-Turvy                                  | 27 sierpnia 1999    | 50 mln jenów           |
| Cavia            | Projektowanie i tworzenie gier                                                                                           | Dragon Quest: Shounen Yangus to Fushigi no Dungeon Drakengard 2 | 3 października 2005 | 50 mln jenów           |
| XSEED            | Sprzedaż gotowych produktów Wsparcie marketingowe                                                                        | –                                                               | sierpień 2004       | 1 320 702 dolary amer. |
| Microcabin       | Projektowanie i tworzenie gier Tworzenie oprogramowania dla firm oraz ciekłokrystalicznych wyświetlaczy do gier Pachinko | , Illusion City, Kurogane no Houkou                             | listopad 1982       | 227 930 tys. jenów     |